# Scheldeprijs 2023
Lo Scheldeprijs 2023, centonovesima edizione della corsa, valevole come prova dell'UCI ProSeries 2023 categoria 1.Pro, si svolse il 5 aprile 2023 per un percorso di 205,3 km, con partenza da Terneuzen, nei Paesi Bassi, e arrivo a Schoten, in Belgio. La vittoria fu appannaggio del belga Jasper Philipsen, il quale completò il percorso in 4h25'38" alla media di 46,372 km/h, precedendo l'australiano Sam Welsford e il britannico Mark Cavendish.
Al traguardo di Schoten 136 ciclisti, dei 142 partiti da Terneuzen, portarono a termine la competizione.

## Squadre e corridori partecipanti
| N.      | Cod. | Squadra                  |
| ------- | ---- | ------------------------ |
| 1-7     | UXT  | Uno-X Pro Cycling Team   |
| 11-17   | SOQ  | Soudal Quick-Step        |
| 21-27   | ADC  | Alpecin-Deceuninck       |
| 31-37   | ICW  | Intermarché-Circus-Wanty |
| 41-47   | AST  | Astana Qazaqstan Team    |
| 51-57   | BOH  | Bora-Hansgrohe           |
| 61-66   | COF  | Cofidis                  |
| 71-76   | ARK  | Team Arkéa-Samsic        |
| 81-87   | DSM  | Team DSM                 |
| 91-97   | JAY  | Team Jayco AlUla         |
| 101-106 | TFS  | Trek-Segafredo           |

| N.      | Cod. | Squadra                     |
| ------- | ---- | --------------------------- |
| 111-117 | LTD  | Lotto Dstny                 |
| 121-127 | IPT  | Israel-Premier Tech         |
| 131-137 | BWB  | Bingoal WB                  |
| 141-147 | BEB  | Bolton Equities Black Spoke |
| 151-157 | HPH  | Human Powered Health        |
| 161-167 | Q36  | Q36.5 Pro Cycling Team      |
| 171-177 | COR  | Team Corratec               |
| 181-187 | TFB  | Team Flanders-Baloise       |
| 191-197 | TNN  | Team Novo Nordisk           |
| 201-207 | BCY  | BEAT Cycling                |

## Ordine d'arrivo (Top 10)
| Pos. | Corridore         | Squadra     | Tempo    |
| ---- | ----------------- | ----------- | -------- |
| 1    | Jasper Philipsen  | Alpecin     | 4h25'38" |
| 2    | Sam Welsford      | DSM         | s.t.     |
| 3    | Mark Cavendish    | Astana      | s.t.     |
| 4    | Dylan Groenewegen | Jayco       | s.t.     |
| 5    | Gerben Thijssen   | Intermarché | s.t.     |
| 6    | Edward Theuns     | Trek        | s.t.     |
| 7    | Caleb Ewan        | Lotto       | s.t.     |
| 8    | Max Walscheid     | Cofidis     | s.t.     |
| 9    | Itamar Einhorn    | Israel      | s.t.     |
| 10   | Giacomo Nizzolo   | Israel      | s.t.     |